# Túnel ferroviário do Fréjus

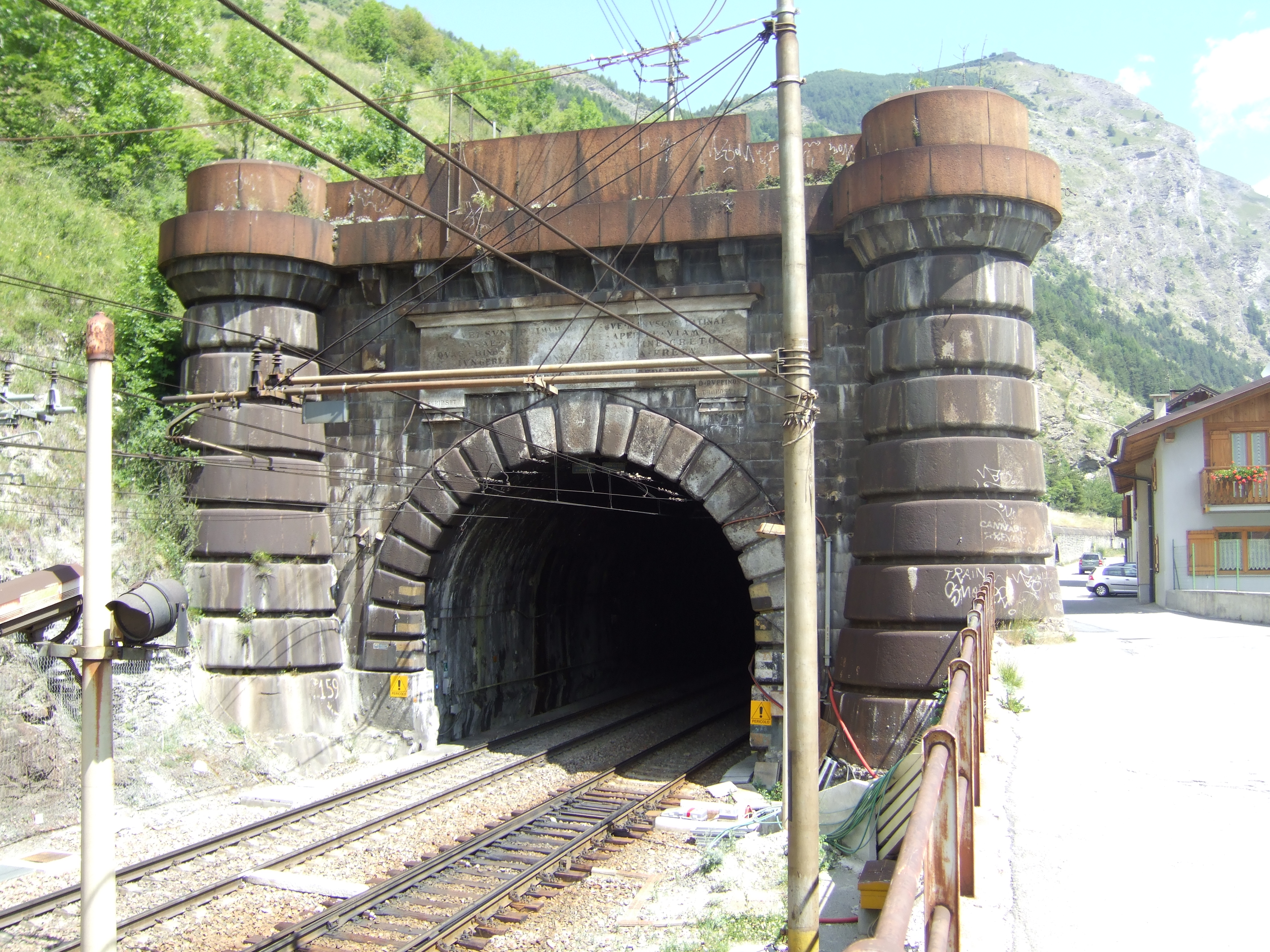
Entrada do lado italiano

O Túnel ferroviário do Fréjus (em França, mas mais conhecido como Túnel ferroviário do Monte Cenis  na  Suíça)  liga Modane na Saboia, França e Bardonecchia no Piemonte, Itália no  Vale de Susa, na Linha Culoz-Modane do lado francês e Linha do Fréjus do lado italiano.
O Vale de Maurienne foi desde sempre uma via de troca entre  e de passagem entre a França e a Itália pelo Alpes do Norte. A passagem pelo Monte Cenis que culmina a 2 000 m foi durante muito tempo o caminho mais rápido para passar essa montanha. No final da Segunda Guerra Mundial, as trocas transalpinas aumentam, e com elas o número de camiões e automóveis que passam o Colo do Cenis , mas a estrada do colo, que provoca regularmente acidentes, e ainda por cima está fechado de Inverno, leva a pensar furar um túnel para permitir a passagem segura e durante todo o anos.
A construção do caminho de ferro entre Turim e Susa, em 1854, foi terminada com a construção do túnel do Fréjus que foi inaugurado em Setembro de 1871 com uma só via, que viria a ter duas, e electrificada entre 1912-1920.
Ainda hoje o Túnel ferroviário do Fréjus continua a ser uma importante ligação Roma-Paris via Turim-Chambéry. Devido ao sucesso da ligação foi construído entre 1974 e 1980, num trajecto idêntico, o Túnel rodoviário do Frèjus .  

## Dinamite
A história do túnel está intimamente ligada com o dinamite de Alfred Nobel, cuja produção foi posta ao serviço do túnel do Fréjus, que previsto para ser furado em 25 anos só levou 14! Com os seus 13,6 km foi o maior até 1882, altura em que foi aberto o Túnel ferroviário de São Gotardo. 

## A casa inclinada
Como o túnel era considerado um ponto de invasão, foram construídos várias fortificações na proximidades de Modena, como o Forte de Replaton e o Forte de Sapey, assim como uma casamata junto à linha. Na retirada de 1944, os alemães quiseram destruir o túnel pelo que meteram dois vagões cheios de dinamite para fazerem explodir a entrada do túnel. A violência da explosão obstruiu a galeria, mas o sopro projectou a casamata que "aterrou" num declive. Quando se penetra na casa, a perda de equilíbrio faz dela uma atracção.

## Antiga entrada
Depois da explosão foi construída uma nova entrada e esta antiga, e com esta locomotiva a vapor servem de museu.

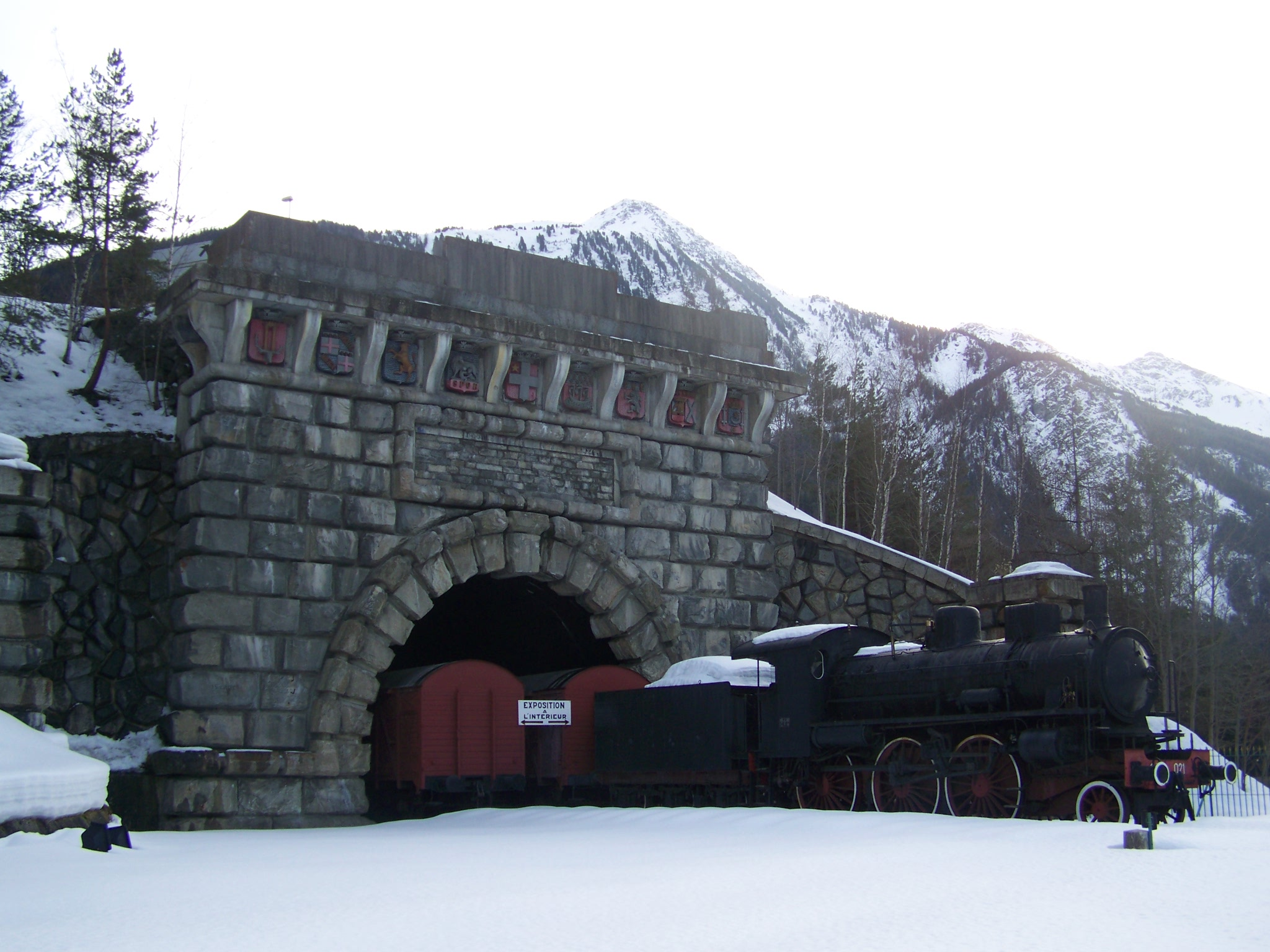
Antiga entrada e locomotiva